# (46610) Bésixdouze
(46610) Bésixdouze ist ein Asteroid aus dem Asteroiden-Hauptgürtel.
Er wurde am 15. Oktober 1993 von Kin Endate und Kazurō Watanabe in Kitami entdeckt. Im Jahr 2002 erhielt er offiziell den Namen Bésixdouze.
Die Namensgebung spielt auf die Erzählung Der kleine Prinz von Antoine de Saint-Exupéry an. Die Hauptfigur dieser Erzählung lebt auf einem Asteroiden mit der Bezeichnung B612. Be-sechs-zwölf ist auf Französisch Bé-six-douze. Es ist außerdem kein Zufall, dass ausgerechnet der Planetoid mit der Nummer 46610 diesen Namen erhielt: B612 entspricht der hexadezimalen Schreibweise der Dezimalzahl 46610.
Bésixdouze ist im Mittel 2,27 AE (Erdbahnradien) von der Sonne entfernt. Seine Bahnexzentrizität beträgt 0,18.